# غشاء (فيزياء)
في نظرية الأوتار والنظريات ذات الصلة مثل نظرية الجاذبية الفائقة، يعتبر الغشاء كائنًا ماديًا يعمم فكرة الجسيم النقطي إلى أبعاد أعلى. الأغشية هي كائنات ديناميكية يمكنها الانتشار عبر الزمكان وفقًا لقواعد ميكانيكا الكم. لديهم كتلة ويمكن أن يكون لها سمات أخرى مثل الشحنة.
رياضيًا، يمكن تمثيل الأغشية ضمن الفئات، ويتم دراستها في الرياضيات البحتة للحصول على نظرة ثاقبة في تناظر المرآة المتماثل والهندسة غير التبادلية.